# Tagoropsis vulpina
Tagoropsis vulpina är en fjärilsart som beskrevs av Butler 1882. Tagoropsis vulpina ingår i släktet Tagoropsis och familjen påfågelsspinnare. Inga underarter finns listade i Catalogue of Life.